# Radeon RX 5000
Ne pas confondre avec la série Radeon HD 5000, une série plus ancienne de GPU produite par AMD
La série Radeon RX 5000 est une série de cartes graphiques développées par AMD, basés sur l'architecture RDNA. La série cible le segment grand public du milieu et du haut de gamme et succède à la série Radeon RX Vega,. Le lancement a eu lieu le 7 juillet 2019. Les GPU sont fabriqués à l’aide du procédé de fabrication FinFET 7 nm de TSMC.

## Architecture
Les GPU Navi sont les premiers GPU AMD à utiliser la nouvelle architecture RDNA, dont les unités de calcul ont été repensées pour améliorer l’efficacité et les instructions par cycle d'horloge (IPC). Il dispose d’une hiérarchie de cache à plusieurs niveaux, qui offre des performances supérieures, une latence plus faible et une consommation d’énergie inférieure par rapport à la série précédente. Navi dispose également d’un contrôleur de mémoire mis à jour avec prise en charge de la GDDR6.
La pile d’encodage est passée de l’utilisation de Unified Video Decoder (en) et de Video Coding Engine (en) à l’utilisation de Video Core Next (en). VCN a déjà été utilisé dans la mise en œuvre de la 5e génération de GCN (Vega) à Raven Ridge, mais n’a pas été utilisé dans d’autres gammes de produits Vega.

### Vulkan (API)
Vulkan 1.2 est supporté par Adrenalin (en) 20.1.2 et Linux Mesa 3D 20.0.0,.
Vulkan 1.3 est pris en charge par Adrenalin 22.1.2 et Linux Mesa3D 22.0.0,.

### Prise en charge des BAR redimensionnables
PCIe Resizable BAR (RBAR, sous le nom de Smart Access Memory, SAM) est pris en charge avec Adrenalin 21.9.1 ou supérieur,.
Cette fonctionnalité (disponible pour la première fois sur la série RX 6000) est désormais prise en charge sur les GPU de la série RX 5000.

## Caractéristiques de la série Radeon RX 5000
Les caractéristiques de la série AMD Radeon RX 5000 comprennent :
- Nouvelle microarchitecture RDNA
- Procédé de fabrication N7 7 nm de TSMC
- Prise en charge de DirectX 12.0
- Mémoire GDDR6
- Prise en charge de PCIe 4.0
  - Prise en charge des BAR redimensionnables PCIe
- Prise en charge d’AMD MGPU[16]
- Prise en charge d'AMD FreeSync
- DisplayPort 1.4a
- HDMI 2.0b
- Video Core Next (en) 2.0

## Produits

### Cartes pour PC de bureau
| Modèle Radeon (nom de code)                    | Date de sortie & prix                       | Architecture & fabrication | Nb. transistors & taille de puce | Coeur             | Coeur               | Fillrate       | Fillrate     | Puissance de calcul (GFLOPS) | Puissance de calcul (GFLOPS) | Puissance de calcul (GFLOPS) | Mémoire     | Mémoire      | Mémoire             | Mémoire              | TBP (W) | Interface bus |
| Modèle Radeon (nom de code)                    | Date de sortie & prix                       | Architecture & fabrication | Nb. transistors & taille de puce | Config            | Fréq. horloge (MHz) | Texture (GT/s) | Pixel (GP/s) | FP16                         | FP32                         | FP64                         | Taille (Go) | Débit (Go/s) | Type et largeur bus | Fréq. horloge (MT/s) | TBP (W) | Interface bus |
| ---------------------------------------------- | ------------------------------------------- | -------------------------- | -------------------------------- | ----------------- | ------------------- | -------------- | ------------ | ---------------------------- | ---------------------------- | ---------------------------- | ----------- | ------------ | ------------------- | -------------------- | ------- | ------------- |
| RX 5300 (Navi 14),                             | 28 août 2020 OEM                            | RDNA TSMC N7               | 6,4 × 109 158 mm2                | 1408:88:32 22 CU  | 1327 1645           | 116.8 144.8    | 42.46 52.64  | 7474 9265                    | 3737 4632                    | 233.5 289.5                  | 3           | 168          | GDDR6 96 bits       | 14000                | 100     | PCIe 4.0 ×8   |
| RX 5300 XT (Navi 14),                          | 7 octobre 2019 OEM                          | RDNA TSMC N7               | 6,4 × 109 158 mm2                | 1408:88:32 22 CU  | 1670 1845           | 146.7 162.4    | 53.44 59.04  | 9405 10390                   | 4703 5196                    | 293.9 324.7                  | 4           | 112          | GDDR5 128 bits      | 7000                 | 100     | PCIe 4.0 ×8   |
| RX 5500 (Navi 14),                             | 7 octobre 2019 OEM                          | RDNA TSMC N7               | 6,4 × 109 158 mm2                | 1408:88:32 22 CU  | 1670 1845           | 146.7 162.4    | 53.44 59.04  | 9405 10390                   | 4703 5196                    | 293.9 324.7                  | 4           | 224          | GDDR6 128 bits      | 14000                | 150     | PCIe 4.0 ×8   |
| RX 5500 XT (Navi 14),                          | 7 décembre 2019 169 USD (4GB) 199 USD (8GB) | RDNA TSMC N7               | 6,4 × 109 158 mm2                | 1408:88:32 22 CU  | 1717 1845           | 151.1 162.4    | 54.94 59.04  | 9670 10390                   | 4835 5196                    | 302.2 324.7                  | 4 8         | 224          | GDDR6 128 bits      | 14000                | 130     | PCIe 4.0 ×8   |
| RX 5600 (Navi 10),                             | 21 janvier 2020 OEM                         | RDNA TSMC N7               | 10,3 × 109 251 mm2               | 2048:128:64 32 CU | 1375 1560           | 176.0 199.7    | 88.00 99.84  | 11264 12780                  | 5632 6390                    | 352.0 399.4                  | 6           | 288          | GDDR6 192 bits      | 12000                | 150     | PCIe 4.0 ×16  |
| RX 5600 XT (Navi 10),                          | 21 janvier 2020 279 USD                     | RDNA TSMC N7               | 10,3 × 109 251 mm2               | 2304:144:64 36 CU | 1375 1560           | 198.0 224.6    | 88.00 99.84  | 12672 14377                  | 6336 7188                    | 396.0 449.3                  | 6           | 288 336      | GDDR6 192 bits      | 12000 14000          | 160     | PCIe 4.0 ×16  |
| RX 5700 (Navi 10),                             | 7 juillet 2019 349 USD                      | RDNA TSMC N7               | 10,3 × 109 251 mm2               | 2304:144:64 36 CU | 1465 1725           | 210.9 248.4    | 93.73 110.4  | 13501 15900                  | 6751 7949                    | 421.9 496.8                  | 8           | 448          | GDDR6 256 bits      | 14000                | 180     | PCIe 4.0 ×16  |
| RX 5700 XT (Navi 10),                          | 7 juillet 2019 399 USD                      | RDNA TSMC N7               | 10,3 × 109 251 mm2               | 2560:160:64 40 CU | 1605 1905           | 256.8 304.8    | 102.7 121.9  | 16435 19510                  | 8218 9754                    | 513.6 609.6                  | 8           | 448          | GDDR6 256 bits      | 14000                | 225     | PCIe 4.0 ×16  |
| RX 5700 XT 50th Anniversary Edition (Navi 10), | 7 juillet 2019 449 USD                      | RDNA TSMC N7               | 10,3 × 109 251 mm2               | 2560:160:64 40 CU | 1680 1980           | 268.8 316.8    | 107.5 126.7  | 17203 20276                  | 8602 10138                   | 537.6 633.6                  | 8           | 448          | GDDR6 256 bits      | 14000                | 235     | PCIe 4.0 ×16  |

1. 1 2 3  Les valeurs Boost (si disponibles) sont indiquées en italiques sous la valeur de base.
2. ↑  Le taux de remplissage des textures est calculé en multipliant le nombre de Texture Mapping Units (TMU) par la fréquence d'horloge de base (ou de boost) du coeur.
3. ↑  Le taux de remplissage des pixels est calculé en multipliant le nombre de Render Output Units (ROP) par la fréquence d'horloge de base (ou de boost) du coeur.
4. ↑  La puissance de calcul en virgule flottante est calculée à partir de la fréquence d'horloge de base (ou de boost) du coeur sur la base d'une opération FMA.
5. ↑  Nb. shaders unifiés : Nb. TMU : Nb. ROP et Nb. Compute units (CU)

### Cartes pour PC portables
| Modèle Radeon (nom de code) | Date de sortie   | Architecture & fabrication | Nb. transistors & taille de puce | Coeur             | Coeur               | Fillrate       | Fillrate     | Puissance de calcul (GFLOPS) | Puissance de calcul (GFLOPS) | Puissance de calcul (GFLOPS) | Mémoire     | Mémoire      | Mémoire             | Mémoire              | TDP (W) | Interface bus |
| Modèle Radeon (nom de code) | Date de sortie   | Architecture & fabrication | Nb. transistors & taille de puce | Config            | Fréq. horloge (MHz) | Texture (GT/s) | Pixel (GP/s) | FP16                         | FP32                         | FP64                         | Taille (Go) | Débit (Go/s) | Type et largeur bus | Fréq. horloge (MT/s) | TDP (W) | Interface bus |
| --------------------------- | ---------------- | -------------------------- | -------------------------------- | ----------------- | ------------------- | -------------- | ------------ | ---------------------------- | ---------------------------- | ---------------------------- | ----------- | ------------ | ------------------- | -------------------- | ------- | ------------- |
| RX 5300M (Navi 14),         | 13 novembre 2019 | RDNA TSMC N7               | 6,4 × 109 158 mm2                | 1408:88:32 22 CU  | 1000 1445           | 88.0 127.2     | 32.0 46.2    | 5632 8138                    | 2816 4069                    | 176.0 254.3                  | 3           | 168          | GDDR6 96 bits       | 14000                | 65      | PCIe 4.0 ×8   |
| RX 5500M (Navi 14),         | 7 octobre 2019   | RDNA TSMC N7               | 6,4 × 109 158 mm2                | 1408:88:32 22 CU  | 1375 1645           | 121.0 144.8    | 44.0 52.6    | 7744 9265                    | 3872 4632                    | 242.0 289.5                  | 4           | 224          | GDDR6 128 bits      | 14000                | 85      | PCIe 4.0 ×8   |
| RX 5600M (Navi 10),         | 7 juillet 2020   | RDNA TSMC N7               | 10,3 × 109 251 mm2               | 2304:144:64 36 CU | 1035 1265           | 149.0 182.2    | 66.2 80.9    | 9539 11658                   | 4769 5829                    | 298.0 364.3                  | 6           | 288          | GDDR6 192 bits      | 12000                | 85      | PCIe 4.0 ×16  |
| RX 5700M (Navi 10),         | 1er mars 2020    | RDNA TSMC N7               | 10,3 × 109 251 mm2               | 2304:144:64 36 CU | 1465 1720           | 210.9 247.7    | 93.7 110.1   | 13501 15852                  | 6751 7926                    | 421.9 495.4                  | 8           | 384          | GDDR6 256 bits      | 12000                | 120     | PCIe 4.0 ×16  |

1. 1 2 3  Les valeurs Boost (si disponibles) sont indiquées en italiques sous la valeur de base.
2. ↑  Le taux de remplissage des textures est calculé en multipliant le nombre de Texture Mapping Units (TMU) par la fréquence d'horloge de base (ou de boost) du coeur.
3. ↑  Le taux de remplissage des pixels est calculé en multipliant le nombre de Render Output Units (ROP) par la fréquence d'horloge de base (ou de boost) du coeur.
4. ↑  La puissance de calcul en virgule flottante est calculée à partir de la fréquence d'horloge de base (ou de boost) du coeur sur la base d'une opération FMA.
5. ↑  Nb. shaders unifiés : Nb. TMU : Nb. ROP et Nb. Compute units (CU)